# The cold tommy
The cold tommy（ザ・コールド・トミー）は、下北沢を中心に活動する日本のスリーピースオルタナティヴ・ロックバンド。

## メンバー
- 研井 文陽（とぎい ふみあき）
  - ボーカル・ギター。11月8日生まれ。広島県出身。
- 榊原 ありさ（さかきばら ありさ）
  - ベース。3月20日生まれ。神奈川県出身。
- 松原 一樹（まつばら かずき）
  - ドラム。9月29日生まれ。神奈川県出身。

## 略歴
- 2009年 - 研井がソロアーティスト”The cold tommy”としての活動をしていた中で、各々活動していた榊原、松原と出会い、現在の体制となる。
- 2011年8月 - 出れんの!?サマソニ!? にて、寺岡呼人賞・広沢タダシ賞を受賞し、SUMMER SONIC2011へ出演。同年12月、下北沢Daisy Barにてワンマンライヴ実施。
- 2012年12月 - 下北沢BASEMENT BARにてワンマンライヴ実施。
- 2013年3月 - タワーレコード内レーベル「SONIC-ONE」よりミニアルバム「Cold days, cold you.」をリリース。5月、ミニアルバム「The crime to mme, your tommy.」をリリース。タワーレコード渋谷B1F CUTUP STUDIOにて、ミニアルバム購入者招待ワンマンを実施。12月、渋谷STAR LOUNGEにてワンマンライヴを実施。
- 2014年3月 - シングル「パスコード」、同年5月アルバム「conservative dolls」をリリース。
- 2015年7月 - cutting edge/東京スカパラダイスオーケストラ主宰レコードレーベル「JUSTA RECORD」よりミニアルバム「FLASHBACK BUG」をリリースしメジャー・デビュー。
- 2016年3月 - 松原が脱退。4月、新たにマー（ドラムス：ex. folca）が加入。
- 2017年1月 - ライブ盤「DRIVIN’ BEAST -Official Bootleg-」同年7月、ミニアルバム「BABY OVER THE WORLD」をリリース。同年11月、マーが脱退。
- 2018年1月 - 新たにマスクド・チャン（ドラムス）加入。4月、下北沢BASEMENT BARにて自主企画ライヴを実施。マスクド・チャンの正体が松原であることが判明。5月、アルバム「MOTHER VIRUS」リリース。12月、下北沢SHELTERにてワンマンライヴ実施。シングル「Gillie Batが烟る夜」を配信リリース。
- 2019年3月 - シングル「HARAJUKU」、「Technology」を配信リリース。7月、ミニアルバム「FREEZE THE JEWEL」を会場限定&配信リリース。12月、下北沢CLUB251にてワンマンライヴ実施。
- 2020年3月 - 下北沢CLUB251にて4週連続企画を実施。※4週目のみ開催延期。ライヴアルバム「10」を会場限定リリース。
- 2021年7月 - シングル 「油膜」を配信リリース。同年8月 - シングル「ブルジョアバルバロイ」を配信リリース。
- 2023年11月 - EP「GIFTED e.p.」を配信リリース。

## ディスコグラフィー
- 「Cold days, cold you.」(2013年03月06日 / TRJC-2001)
- 「The crime to mme, your tommy.」(2013年05月08日 / TRJC-2002)
- 「パスコード」(2014年03月12日 / TRJC-2005)
- 「conservative dolls」(2014年05月21日 / TRJC-2006)
- 「FLASHBACK BUG」(2015年07月29日 / CTCR-14866)
- 「DRIVIN’ BEAST -Official Bootleg-」(2017年01月18日 / CTCR-14914) ※タワーレコード限定
- 「BABY OVER THE WORLD」(2017年07月19日 / CTCR-14920)
- 「Mother Virus」(2018年05月23日 / CTCR-14942)
- 「FREEZE THE JEWEL」(2019年07月30日) ※会場限定
- 「GIFTED」 - EP(2023年11月16日)

### 配信限定シングル
| 発売日        | タイトル             | レーベル               |
| ------------- | -------------------- | ---------------------- |
| 2019年3月8日  | HARAJUKU             | Dove and Raven Records |
| 2019年3月15日 | Technology           | Dove and Raven Records |
| 2021年8月27日 | ブルジョアバルバロイ | Dove and Raven Records |